# Physostegia
Physostegia este un gen de plante din familia  Lamiaceae.

## Specii
Cuprinde circa 6 specii.